# گاو آنی و بریتانی کوچک
گاو آنی و بریتانی کوچک (به انگلیسی: Cattle Annie and Little Britches) فیلمی محصول سال ۱۹۸۰ و به کارگردانی لمانت جانسون است. در این فیلم بازیگرانی همچون برت لنکستر، جان سوج، راد استایگر، داین لین، آماندا پلامر، اسکات گلن، باک تیلور، مایکل کنراد، ویلیام راس و استیون فورد ایفای نقش کرده‌اند.